# Tariq al-Hashimi
Tariq al-Hashimi (en árabe: طارق الهاشمي‎ Țāriq al-Hāshamī; nacido en 1942) es un político iraquí que sirvió como el secretario general del Partido Islámico Iraquí hasta mayo de 2009. Junto con Adil Abdul-Mahdi, sirvió como el vicepresidente de Irak en el gobierno formado después de las elecciones de diciembre de 2005 por cinco años. Ha servido como vicepresidente (junto con Khodair al-Khozaei) desde 2011. Como suní, tomó el lugar del político suní Ghazi al-Yawar. En diciembre de 2011, Hashimi huyó al Kurdistán iraquí para evitar ser arrestado por cargos de homicidio. La Corte Criminal Central de Irak lo condenó y sentenció in absentia a muerte el 9 de septiembre de 2012. A partir de septiembre de 2012, Hashimi tiene residencia en Ankara, Turquía, con la seguridad de que no sería extraditado.

## Primeros años
Tariq al-Hashimi nació en 1942 en Bagdad, Irak, en la tribu Mashhadan. De 1959 a 1962, estudió en la Academia Militar de Bagdad. Fue comisionado como Teniente en un Batallón de Artillería de una Brigada Acorazada en 1962. Obtuvo una licenciatura en economía de la Universidad Al-Mustansiriya en 1969, y una maestría en 1978. A la edad de 33 dejó el Ejército Iraquí, y se volvió activo en el Partido Islámico Iraquí (PII), sirviendo en su comité de planeación.

## Carrera política y puntos de vista
Hashimi fue líder del mayor bloque suní, el Frente de Consenso de Irak, liderado por el PPI. El bloque entró en las elecciones de 2005, pero se retiró posteriormente. Hashimi se opone al federalismo, está a favor de que los ingresos petroleros sean distribuidos basados en la población, que sea revertida la des-Baathificación y que más suníes estén en la nueva milicia y la policía. De hecho, Hashimi discutió que los habitantes de las provincias pudieran tomar la decisión de si formar o no regiones federales.
USA Today reportó en diciembre de 2006 que Hashimi estuvo involucrado en la formación de una alianza multi-sectaria para reemplazar el gobierno del primer ministro Nuri al Maliki, con el apoyo del presidente de los Estados Unidos George W. Bush, para contrarrestar la influencia política de Muqtada al-Sadr. En un encuentro con el primer ministro Turco Recep Tayyip Erdoğan en 2007, Hashimi dijo que el gobierno iraquí estaba preparado para cooperar con Turquía en su pelea contra el Partido de los Trabajadores de Kurdistán.
En diciembre de 2006, el vicepresidente Tariq Al-Hashimi diferenció entre Al-Qaeda y otros combatientes, a quienes Estados Unidos llama "insurgentes", y los iraquíes llaman "resistencia", haciendo notar que los últimos "están mucho más preparados para contribuir y participar en el proceso político, en tanto que nosotros ofrezcamos un proyecto factible y viable para acomodarlos".
En 2007, Hashimi redactó el "Acuerdo Nacional Iraquí", el cual es un comunicado de 25 puntos de principios que condenan todas las formas de extremismo y discriminación sectaria. El acuerdo hace un llamado para un diálogo serio entre las facciones en Irak. En ese año Hashimi anunció planes para retirar a su bloque político del gobierno y renunciar como vicepresidente el 15 de mayo si los cambios constitucionales prometidos no eran efectuados. La otra razón para su intención de renunciar fue que de acuerdo a Hashimi, Maliki había estado excluyendo a los suníes de la toma de decisiones.
Hashimi se hizo a un lado como secretario general del PII en mayo de 2009, y Osama al Tikriti fue elegido para ocupar el puesto. Después Hashimi estableció la Lista no-sectaria Tajdeed (Renewal).

## Orden de detención
El 15 de diciembre de 2011 las fuerzas gubernamentales rodearon la residencia de Tariq al-Hashemi en la Zona Verde y dos de sus guardaespaldas fueron detenidos y golpeados. El 18 de diciembre cinco más de sus guardaespaldas fueron arrestados. El gobierno iraquí le prohibió viajar al extranjero. Además, el 19 de diciembre de 2011 el Consejo Judicial de Irak emitió una orden de arresto para Hashimi, acusándolo de orquestar bombardeos. La orden de detención estaba basada en el testimonio de sus guardaespaldas, y llegó solo un día después de la retirada final de Estados Unidos de sus fuerzas que permanecían en Irak. Las confesiones de los guardaespaldas de Hashimi fueron publicadas y afirmaban que el vicepresidente había estado involucrado en actividades terroristas. De manera más específica, Hashimi fue acusado de dirigir un escuadrón de la muerte y el asesinato de oficiales gubernamentales chiíes. Un día después, Hashimi negó todos los cargos en su contra en una conferencia de prensa en la capital regional kurda Erbil, ya que había estado ahí antes de que la orden de arresto fuera emitida. De hecho, Hashimi fue a Erbil el 18 de diciembre de 2011 después de ser informado sobre la orden detención en su contra. La disputa entre el suní Hashimi y la administración fundamentalmente chií del primer ministro Maliki generó preocupación sobre la estabilidad del joven gobierno iraquí en medio del conflicto sectario en curso. Después de la orden de arresto, el Movimiento Nacional Iraquí suní con 91 asientos en el parlamento comenzó un boicot que llevó a una paralización en el gobierno. Este boicot solo finalizó a finales de enero de 2012 como resultado de la intensa presión diplomática y esfuerzos de los Estados Unidos.
El 8 de enero de 2012, El Ministerio del Interior iraquí pidió al Ministerio Interior de la región kurda extraditar a Hashimi hacia Bagdad. Durante el mismo periodo, la oficina de Hashimi en Bagdad declaró que cincuenta y tres de sus guardaespaldas y empleados habían sido detenidos por las autoridades iraquíes. Hashimi demandó oficialmente que su juicio se llevara a cabo en Kirkuk en vez de Bagdad debido a cuestiones de seguridad y a una posibilidad más alta de un juicio justo. Sin embargo, su petición fue rechazada por la corte federal el 15 de enero. El Presidente de Kurdistán Massoud Barzani declaró en marzo de 2012 que el Gobierno Regional de Kurdistán no entregaría a Hashimi a las autoridades iraquíes debido a que la ética kurda los prevenía de hacer eso. Hashimi negó todos los cargos y reclamó inmunidad constitucional del proceso. Entonces Hashimi comenzó sus visitas a tres países, Catar, Arabia Saudita y Turquía. En cada visita, fue recibido como vicepresidente de Irak.
El 1 de abril de 2012, a le fue permitido Hashimi por las autoridades en Kurdistán viajar a Catar para encontrarse con el Jeque Hamad Al Thani, en lo que la administración catarí describió como una visita diplomática oficial. El vice primer ministro iraquí Hussain al-Shahristani denunció la visita como inaceptable por parte de Catar y pidió que Hashimi fuera inmediatamente entregado. Sin embargo, Catar rehusó la petición del gobierno iraquí para extraditar a Hashimi, argumentando que la extradición estaría en contra de las normas diplomáticas. Después, Hashimi fue a Arabia Saudita y se encontró con el ministro del Exterior saudita Saud Al Faisal. El 10 de abril Hashemi viajó a Turquía, y se le dio refugio junto con su familia.
El 8 de mayo de 2012, la Interpol emitió una notificación roja para su arresto sobre la petición del gobierno iraquí. El vice primer ministro turco dijo que Hashimi no sería extraditado. El gobierno turco garantizó un permiso de residencia para Hashimi.

## Juicio
En febrero de 2012, un panel de jueces iraquíes lo acusó de liderar equipos paramilitares para coordinar más de 150 ataques en los pasados seis años mayoritariamente en contra de sus oponentes políticos, oficiales de seguridad iraquíes y peregrinos religiosos. Basado en estas acusaciones, el juicio para Hashimi y su yerno, Ahmed Qahtan (quien era también su secretario), comenzó en mayo de 2012. Los cargos en contra de ellos incluían los asesinatos de una abogada y un general de brigada chií. Además, el juicio cubrió también 150 cargos contra Hashimi y sus guardaespaldas debido a su presunta implicación en ataques que ocurrieron después de la invasión de Irak. Hashimi y su yerno fueron juzgados in absentia. En la corte, los guardaespaldas de Hashimi declararon que él les había ordenado y pagado para realizar los ataques.
El 9 de septiembre de 2012, él y su yerno fueron sentenciados a muerte con base en el veredicto de la Corte Criminal Central de Irak que lo encontró culpable de dos asesinatos. Abdul Sattar al-Berqdar, un portavoz del Consejo Judicial Supremo de Irak, dijo que Hashimi fue sentenciado a la horca "debido a que estuvo directamente involucrado en el asesinato de una abogada y un general con el ejército iraquí". Un tercer cargo en contra de Hashimi fue desestimada por falta de evidencia. Las sentencias de muerte no son finales y pueden ser apeladas dentro de 30 días.

### Reacciones
En su declaración de clausura, el abogado de Hashimi, Muayad Obeid al-Ezzi, dijo a la corte que había estado bajo presión política. El presidente del tribunal le advirtió que la corte abriría procedimientos legales en contra de la defensa si continuaba acumulando acusaciones en la corte o el sistema judicial. Obeid también afirmó que "...las reglas in absentia no pueden ser consideradas finales u obligatorias. Debería permanecer en el tribunal hasta que la persona sentenciada sea entregada a las autoridades o arrestada". Hashimi protestó la sentencia en una conferencia de prensa en Ankara el 10 de septiembre, diciendo que "confirmando mi absoluta inocencia y la de mis guardias, rechazo totalmente y nunca reconoceré veredicto injusto y políticamente motivado." La cadena de televisión catarí Al Jazeera dijo que "El caso de Hashem (Hashimi) desencadenó una crisis en el gobierno de Irak y ha alimentado el resentimiento de suníes y kurdos contra Maliki, de quien los críticos dicen que está monopolizando el poder". Una ola de ataques estalló el mismo día, matando a más de 100 personas.
Nada al-Jabouri, un aliado político de Hashimi, criticó la resolución, diciendo que el juicio no fue justo debido a que Hashimi no estaba en Bagdad para defenderse. al-Jabouri, legislador en Iraqiya, criticó el tiempo de la sentencia, la cual ocurrió cuando "Irak se está preparando para una gran reconciliación nacional en el futuro cercano para alcanzar la estabilidad en este país". Añadió que el juicio fue "motivado políticamente."
El panorama político alrededor de este juicio incluye repetidos conflictos entre el gobierno de Al-Maliki y Arabia Saudita, Catar, y Turquía sobre ayuda táctica provista al presidente de Siria Assad por parte de Irán, a través del espacio aéreo iraquí, en contra de los deseos del gobierno de Estados Unidos. Hashimi ha tomado una posición decididamente en apoyo del Ejército Libre de Siria, respaldado por Turquía y Arabia Saudita. Al-Maliki y Hashimi apoyaron a bandos opuestos en el embargo de la ONU a Irán, mientras que hay reportes de algo de petróleo iraní encontrando su camino a puertos iraquíes para su exportación y también sobre contrabando de petróleo iraquí hacia Afganistán.